# Carpobrotus rossii
Carpobrotus rossii of zeebanaan is een zilte sappige zeegroente afkomstig uit het zuiden van Australië. De Aboriginals appreciëren haar bladeren en bloemen al lang als delicatesse.

## Kenmerken
Op het noordelijk halfrond bloeit de plant tussen mei en augustus met violetkleurige bloemen. De volwassen exemplaren worden 10 tot 30 cm hoog en 2 m breed. De tot 10 cm lange bladeren zijn bezet met groepjes van mini bananen. Haar tot 4,5 cm grote bloemen gelijken op die van madeliefjes en hebben purperen blaadjes rond een witgele kern. Deze niet winterharde soort gedijt goed in een vorstrij klimaattype zoals een mediterraan klimaat.

## Leefgebied
De plant is origineel te vinden in Australische deelstaten Zuid-Australië en Tasmania maar ook in West-Australië en Victoria. Ze groeit langs de kust in de duinen en tussen rotsen.

## Toepassing
Net als andere zeegroenten kan de zeebanaan rauw, gedroogd, gekookt of gebakken geserveerd worden bij vis en zeevruchten. De Aboriginals zouden ze ook bij vlees eten.

## Trivia
Deze zeegroente is intussen ook buiten Australië te verkrijgen en vorstvrij te kweken in zand of zandleem.

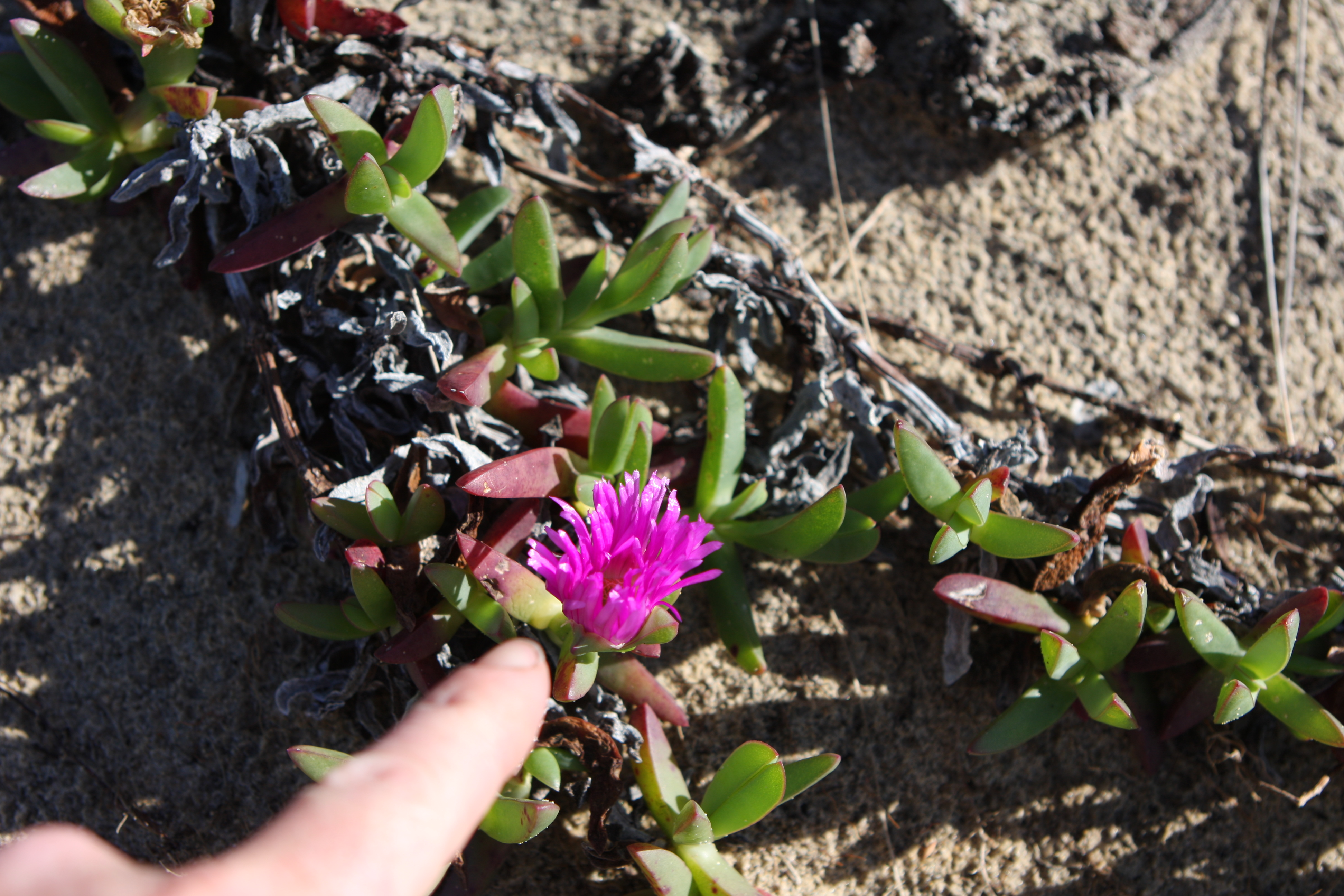
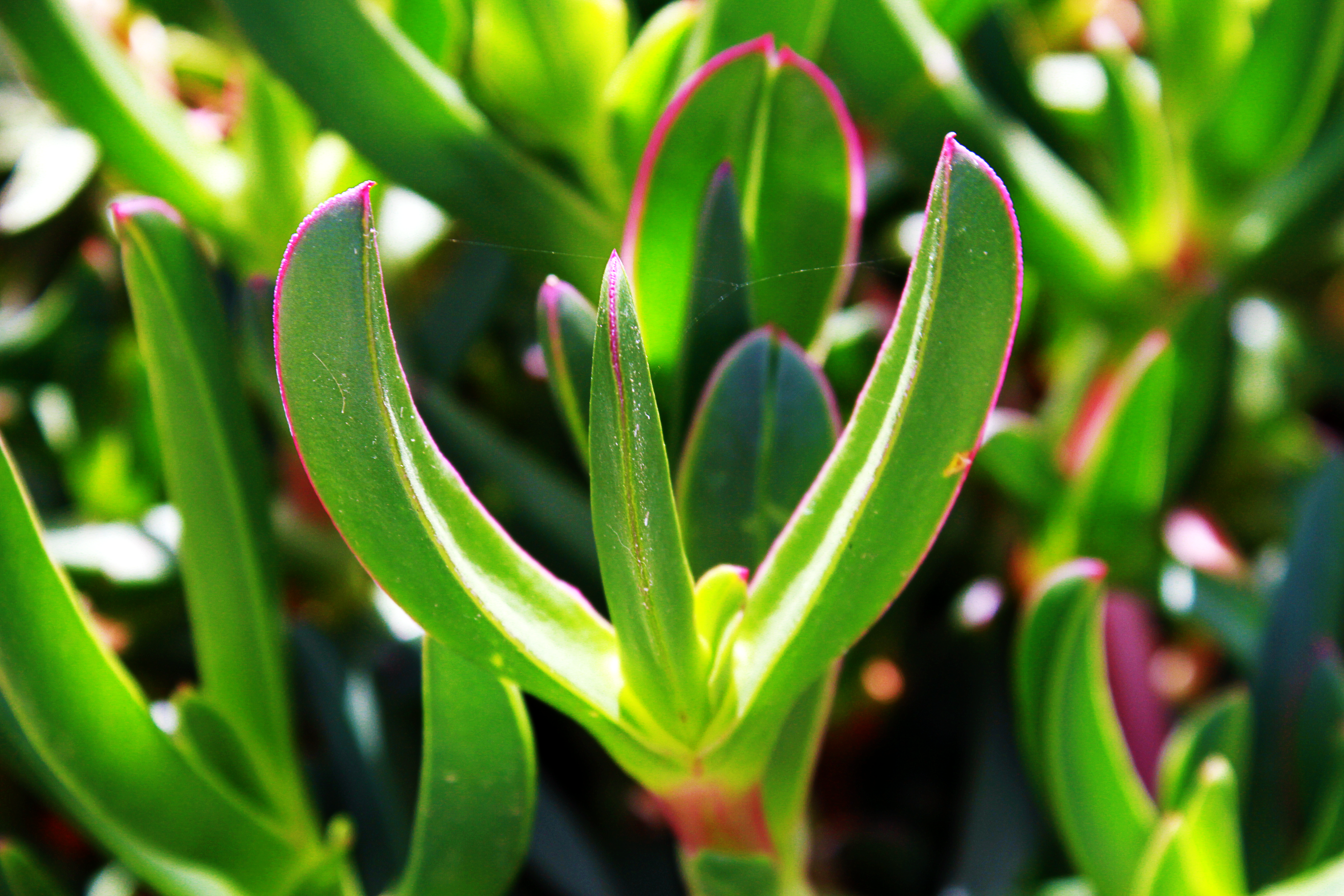